# Harry Winston
Harry Winston (New York, 1º marzo 1896 – New York, 28 dicembre 1978) è stato un gioielliere statunitense, soprannominato The King of Diamonds, ossia il re dei diamanti, per la sua arte in qualità di diamantaio.

## Biografia

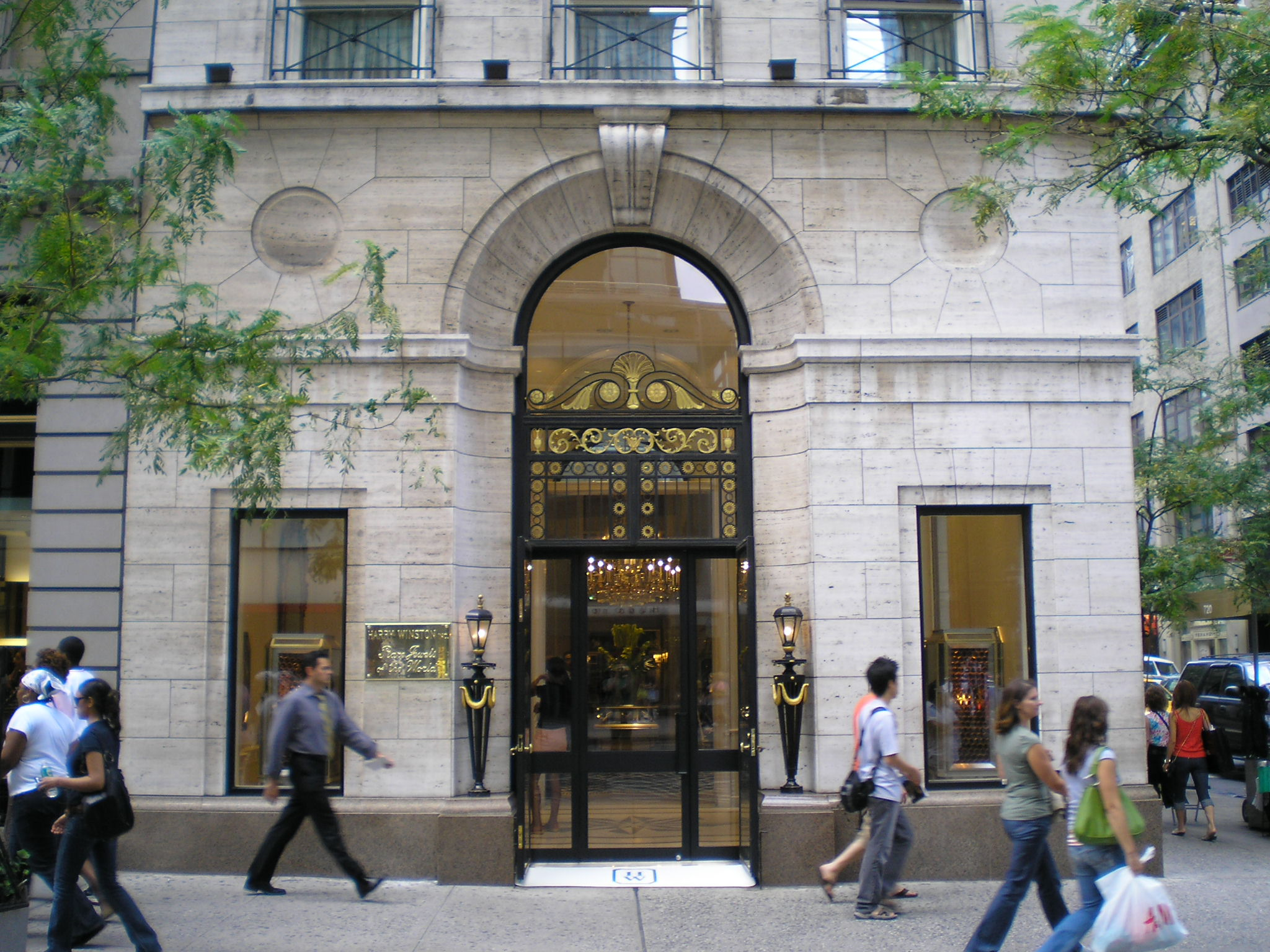
La gioielleria Harry Winston sulla Quinta Strada di New York.

I suoi genitori emigrarono dall'Ucraina agli Stati Uniti agli inizi del XX secolo. Suo padre Jacob avviò una piccola gioielleria a New York e Harry aiutava il padre fin da piccolo. Si dice che quando aveva solo 12 anni riconobbe uno smeraldo di due carati in un monte di Pietà e lo acquistò per 35 centesimi, rivendendolo pochi giorni dopo per 800 dollari.
Harry Winston aprì una propria gioielleria a New York nel 1932. La sua fortuna cominciò dopo l'acquisizione della collezione di gioielli appartenuti ad Arabella Hungtington, moglie del magnate delle ferrovie Henry Huntington. Questa collezione era considerata una delle più prestigiose del mondo, con pezzi provenienti in gran parte da gioiellerie parigine, come Cartier. Winston constatò che molti pezzi avevano uno stile fuori moda quindi li trasformò con stili più moderni, dando prova della sua grande abilità nella lavorazione dei gioielli.
Dopo pochi anni diventò uno dei gioiellieri più famosi del mondo. Nel film del 1953 Gli uomini preferiscono le bionde, la canzone Diamonds Are a Girl's Best Friend, interpretata da Marilyn Monroe, comprende la frase "Dimmelo, Harry Winston, dimmi tutto!". Il terzo romanzo di Lauren Weisberger, Chasing Harry Winston (Un anello da Tiffany) è stato pubblicato in maggio del 2008.

## Azienda
Oggi l'azienda "Harry Winston Diamond Corporation", di cui è presidente Ronald H. Winston, che è il figlio del fondatore, gestisce undici gioiellerie negli Stati Uniti (a New York, Beverly Hills, Las Vegas, Dallas, Houston, Honolulu, Bal Harbour, Chicago, Miami, San Francisco e Costa Mesa), nove in Giappone (Ginza, Omotesando, Roppongi, Yokohama, Nagoya, Umeda, Shinsaibashi, Shinjuku, Kobe), dieci in Europa (Parigi, Londra, Milano, Porto Cervo, Monaco, Dusseldorf, Moscow, Geneva, Zurich, Istanbul) e altre otto in Asia (Dubai, Shanghai, Pechino, Chengdu, Macau, Taipei, Hong Kong e Singapore), per un totale di 38 gioiellerie di lusso in tutto il mondo. Nel mese di dicembre 2014, la società ha aperto la prima gioielleria in Italia a Roma. Successivamente, il negozio di Roma ha chiuso e sono stati aperti due negozi: uno a Milano e l'altro a Porto Cervo.